# Emberiza pallasi

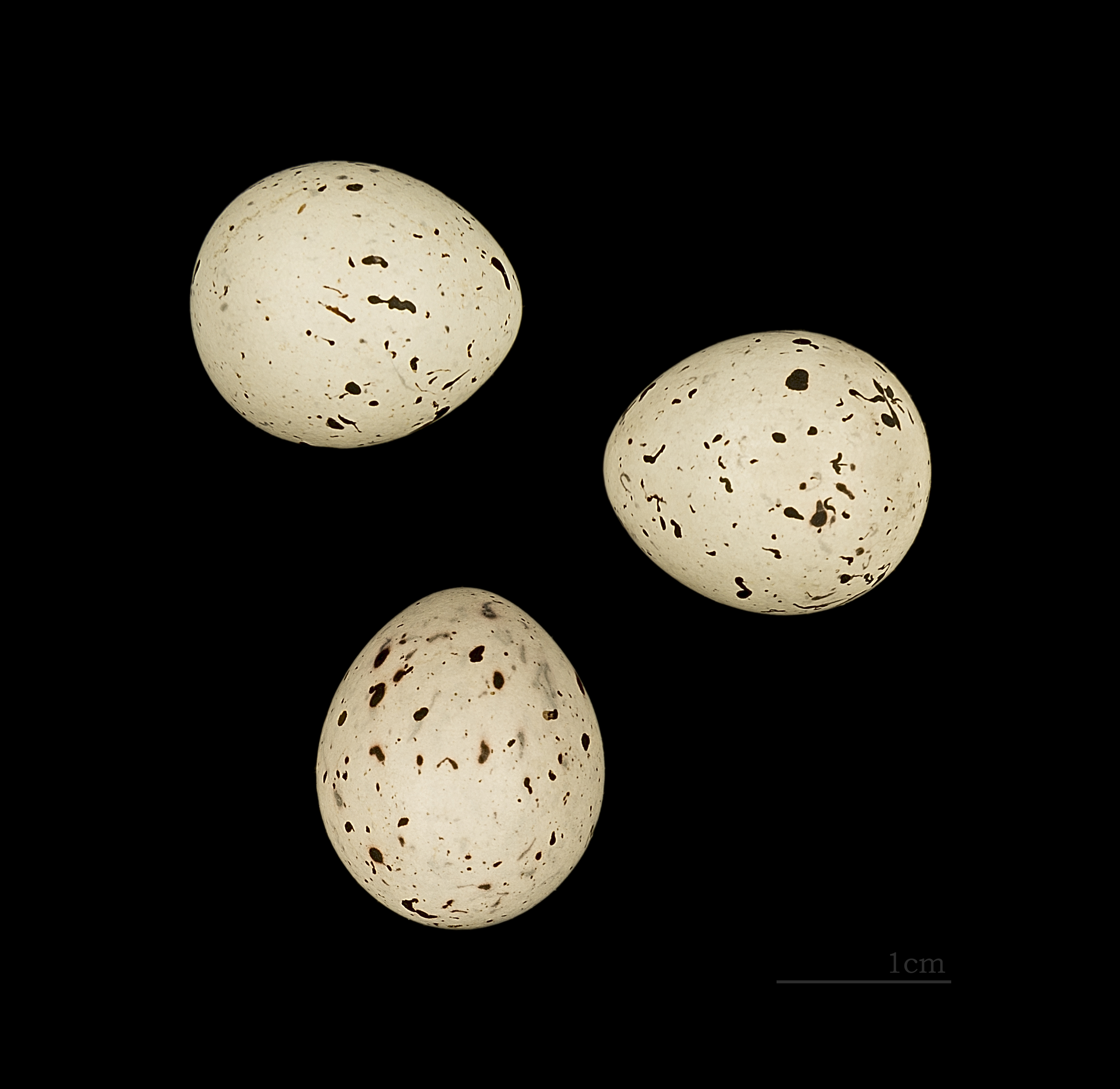
Emberiza pallasi

Emberiza pallasi là một loài chim trong họ Emberizidae.